# Círculos bolivarianos
Los círculos bolivarianos fueron organizaciones de base creadas para la formación y la difusión entre la población de las ideas de la Revolución Bolivariana, promovida por el entonces mandatario Hugo Chávez. Componían una red de organizaciones financiada por el gobierno nacional y con recursos del Estado creada el 11 de junio de 2001 que realizaban actividades de difusión de la Revolución Bolivariana impulsada por Hugo Chávez.
Los círculos debían constituirse de manera descentralizada, organizadas en los barrios y, a pesar de sus orígenes, debían ser autónomos, para llevar las ideas bolivarianas a la población y conformar un foro para una cooperación efectiva, especialmente en labores sociales de mutuo auxilio.
Los círculos bolivarianos participaron activamente para promover la aprobación de la constitución de 1999 y por su papel durante los sucesos de Puente Llaguno. También actuaron en 2002 para crear una red de apoyo que permitió la recuperación de la producción de petróleo durante el paro petrolero en Venezuela.[cita requerida]
La oposición venezolana los ha calificado como "círculos del terror" debido a su papel como brazo represor del gobierno de Chávez, Los círculos también han sido descritos como milicias y comparados con los Comités de Defensa de la Revolución de Cuba y Batallones de la Dignidad de Panamá.

## Antecedentes
En abril de 2001, el presidente Hugo Chávez encargó al entonces vicepresidente Diosdado Cabello y Miguel Rodríguez Torres que crearan y financiaran organizaciones comunitarias que compartieran los intereses locales de Chávez para que su gobierno pudiera prestar recursos y obtener apoyo político. Tal apoyo del gobierno hizo que los opositores de Chávez se mostraran escépticos ante cualquier reclamo de autonomía.

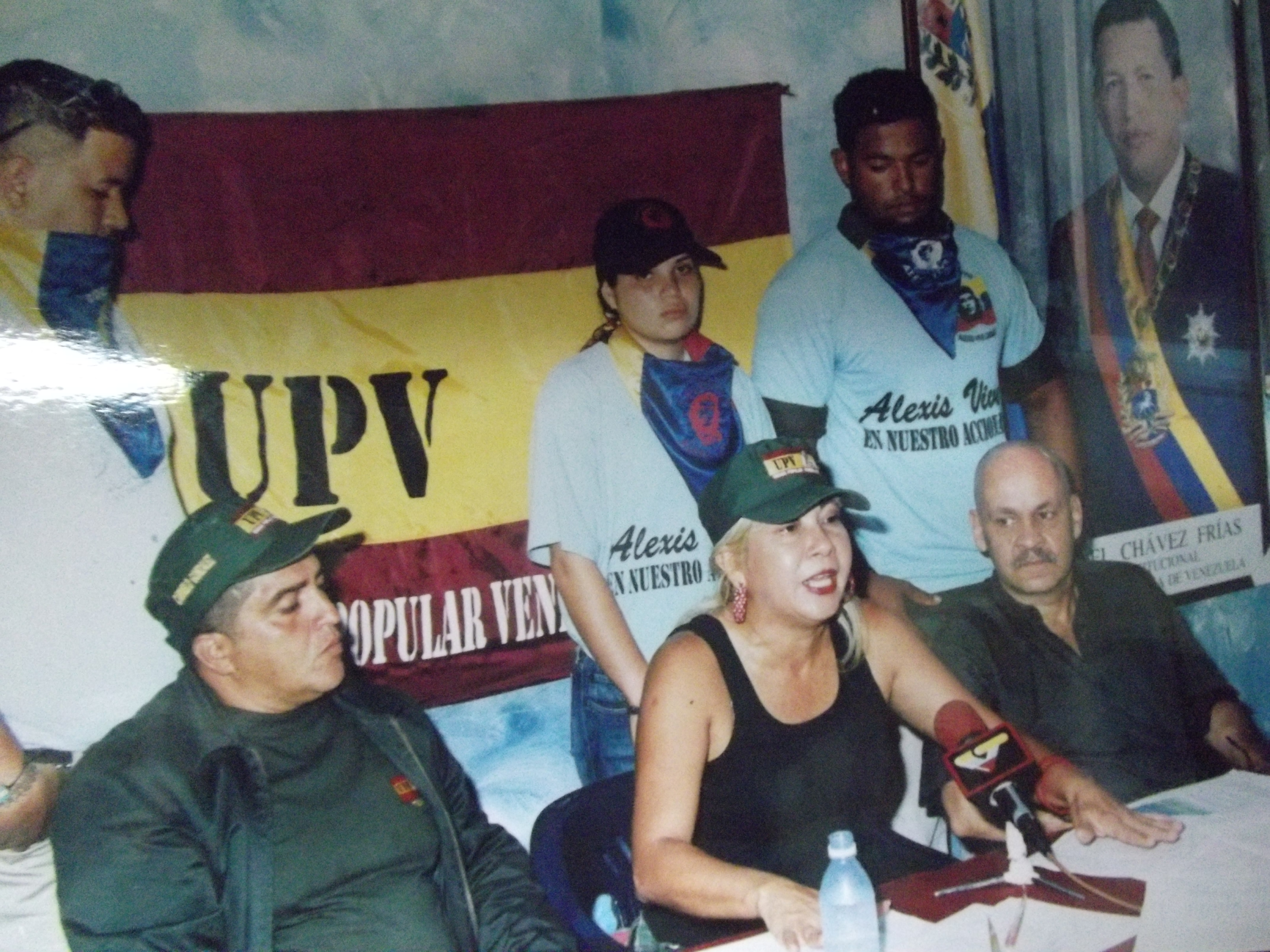
Lina Ron (En el centro) antigua líder del círculo bolivariano de la Piedrita.

Los círculos fueron creados como grupos sancionados por el estado que iban a ser la "principal unidad organizadora del poder popular" y fueron anunciados por Chávez como "una gran red humana" que fue creada para defender la Revolución Bolivariana. Algunos círculos se inspiraron en los Batallones de la Dignidad que crearon Omar Torríjos y Manuel Antonio Noriega en Panamá, ya que Chávez admiró el modelo cuando estuvo estacionado allí durante su carrera militar. Los documentos fundacionales de los Círculos Bolivarianos de Venezuela establecen que “el Jefe Supremo de los Círculos Bolivarianos será el Presidente de la República Bolivariana de Venezuela” y que “la sede nacional e internacional para el registro de los Círculos Bolivarianos será el Palacio de Miraflores”. Muchos de los Círculos Bolivarianos recibieron entrenamiento de combate y armas, y algunos de sus líderes fueron entrenados en Cuba. Según Lina Ron, partidaria de Chávez y líder de su propio Círculo Bolivariano, La Piedrita, miles de círculos profundamente leales a Chávez estaban "armados hasta los dientes". Chávez negó las acusaciones de financiamiento y uso de armas por parte de los círculos.

## Historia
En enero de 2002, se informó que Círculos Bolivarianos bloquearon la entrada de la redacción del diario El Nacional durante más de una hora. Numerosos periodistas han sido amenazados, reprendidos y maltratados física y verbalmente, en particular por personas que se identificaron con los Círculos Bolivarianos. Los Círculos Bolivarianos estuvieron involucrados en los sucesos de Puente Llaguno y también participaron en manifestaciones que se tornaron violentas contra el intento de golpe de Estado de 2002, miembros de algunos colectivos ayudaron a organizar manifestaciones en apoyo a Chávez y trabajaron en conjunto con militares para el retorno de Chávez a la presidencia.
Poco después del intento de golpe en un cable de mayo de 2002 de la Embajada de los Estados Unidos en Caracas, hubo informes preocupantes de miembros de los Círculos Bolivarianos que recibieron motocicletas nuevas, ropa de la marca Nike y que los miembros de los Círculos Bolivarianos se armaron, causando pánico en los barrios. El número de Círculos Bolivarianos también aumentó significativamente ese mes según Diosdado Cabello, pasando de 80.000 a 130.000.
Según la empresa de inteligencia privada Stratfor, los Círculos Bolivarianos también eran la organización matriz de los colectivos en Venezuela. durante los años 2002, 2003 y 2004 fueron cientos los ataques contra políticos, periodistas y la sociedad civil opositora a Chávez. Durante el año 2006 el gobierno creó los concejos comunales para reemplazar a los círculos bolivarianos, pero la mayoría se convirtieron en colectivos armados.

## Opiniones
Diversos analistas concuerdan en que los círculos bolivarianos son más que organizaciones de base con fines sociales: se han presentado evidencias de acciones violentas cometidas por parte de algunos de ellos, y del papel que podría estar cumpliendo esta violencia organizada como parte del proyecto político chavista. Muchos analistas los consideran organizaciones extremas y peligrosas que potencialmente podrían realizar actos de terrorismo y los responsabilizaron de la creciente violencia política en el país.
La percepción de los círculos como grupos violentos también fue causada por propia agresividad verbal del Presidente Hugo Chávez, Por ejemplo, en octubre de 2001 declaró: “esta revolución es pacífica ciertamente pero no está desarmada". Estos círculos operan como agentes del monopolio legítimo de la violencia, y en el respaldo del “pueblo”, como una fuerza adicional de defensa de la revolución. Esta agresividad se manifiesta en las reiteradas advertencias de que la revolución está armada para enfrentar a sus enemigos, y está dispuesta a usar esas armas. Lina Ron, fundadora del partido chavista Unidad Popular Venezolana, declaró que los círculos estaban armados hasta los dientes. Chávez, en cambio, negó el armamento.

## Juramento
En 2001, Chávez juró en todos los Círculos Bolivarianos oficiales en la primera reunión nacional bajo el siguiente juramento, que fue adaptado del propio juramento de Bolívar en la colina del Monte Sacro en 1805:
"Lo juro delante de ti, por el Dios de mis padres; Lo juro por ellos. Juro por mi honor y por mi patria que no descansaré mis brazos ni mi alma hasta que hayamos roto, por fin, las cadenas que oprimen a Venezuela como herencia de los poderosos que destruyeron la patria. Juro que dedicaré por completo mi trabajo al ideario bolivariano, a la organización popular, a la movilización popular, al poder popular, a no abandonar nunca la lucha; cada día y cada noche que me queda con los círculos bolivarianos en la telaraña bolivariana, en la corriente bolivariana, en las fuerzas bolivarianas y en el Movimiento Bolivariano Revolucionario 200 que hoy renace después de 19 años, por voluntad del pueblo venezolano . Juro que lucharé sin descanso por la defensa de la revolución, aunque tenga que sacrificar mi vida, por la gloria de Venezuela. Juro que consolidaremos para siempre la revolución bolivariana y la patria de nuestros hijos. Lo juro."